# دیگو بنیتو
دیگو بنیتو (انگلیسی: Diego Benito؛ زادهٔ ۲۵ اوت ۱۹۸۸) بازیکن فوتبال اهل اسپانیا است.
از باشگاه‌هایی که در آن بازی کرده‌است می‌توان به باشگاه فوتبال رایو وایکانو، باشگاه فوتبال آلباسته بالومپیه، و باشگاه فوتبال الچه اشاره کرد.